# تشارت.جي إس
تشارت.جي إس (بالإنجليزية: Chart.js)‏ هي مكتبة جافا سكريبت حرة ومفتوحة المصدر لتصوير البيانات، تدعم ثمانية أنواع من المخططات: مخطط عمودي، مخطط بياني، ومنطقة ، ودائري، وفقاعي، ورادار، وقطبي، ومبعثر. أنشأها مطور الويب نيك داوني الذي يتخذ من لندن مقراً له في عام 2013، ويتم صيانتها حاليًا بواسطة مجتمع المطورين، وهي ثاني أكثر مكتبة من هذه الفئة من حيث عدد النجوم في غيت هاب بعد مكتبة D3.js، وهي متوفرة بموجب رخصة إم أي تي.

## تاريخ
تحتوي Chart.js على أربعة إصدارات رئيسية كما هو مفصل أدناه.
| إصدار | تاريخ الإصدار  | المساهمون الرئيسيون                                   | الميزات                                                                                  |
| ----- | -------------- | ----------------------------------------------------- | ---------------------------------------------------------------------------------------- |
| 1.0.1 | 7 يناير 2015   | نيك داوني                                             | الإصدار الأولي                                                                           |
| 2.0.0 | 9 أبريل 2016   | إيفرت تيمبرج ، تانر لينسلي                            | الرسوم المتحركة الموسعة مقياس الوقت المخططات الفقاعية والمبعثرة والمكدسة                 |
| 3.0.0 | 2 أبريل 2021   | يوكا كوركيلا ، إيفرت تيمبرج ، بن ماكان ، سيمون برونيل | تحسينات كبيرة في الأداء، خيارات قابلة للبرمجة، نظام رسوم متحركة معاد كتابته، وثائق جديدة |
| 4.0.0 | 14 نوفمبر 2022 | جاكو فان دن بيرج ، يوكا كوركيلا ، إيفرت تيمبرج        | تغليف ESM فقط                                                                            |

## أنظر أيضا
- إطار عمل جافا سكريبت
- مكتبة جافا سكريبت

## روابط خارجية
- الموقع الرسمي
- Usage Trends of Chart.js